# Aldo Ballarin
Aldo Ballarin (Chioggia, 10 de janeiro de 1922 — Superga, 4 de maio de 1949) foi um futebolista italiano que jogava como defensor. Destacou-se pelo Torino, onde atuou por 4 anos.
Fez parte do Grande Torino, como ficou conhecida a equipe, considerada uma das melhores da história, cujos atletas acabaram morrendo tragicamente na tragédia de Superga, na qual também foi vítima seu irmão, Dino.

## Carreira
Antes de jogar pelo Torino, Aldo Ballarin jogou por Adriese (categorias de base),  Rovigo, Triestina e Venezia, assinando com o Toro por 1,5 milhão de liras italianas (valor alto para a época).
Entre 1945 e 1949, vestiu a camisa granata em 148 partidas e marcou 4 gols. Em sua homenagem, o estádio da cidade de Chioggia foi batizado com seu nome e o de seu irmão - os 2 jogadores também tinham outro irmão, Sergio Ballarin, que também era jogador. Para evitar confusões, eram tratados por: Ballarin I (Aldo), Ballarin II (Dino) e Ballarin III (Sergio).
Antes da tragédia, Aldo havia defendido a seleção da Itália em 9 oportunidades, estrando contra a Suíça, em dezembro de 1945. Era um nome praticamente certo na lista de convocados para a Copa de 1950. A base da seleção na época era o time do Torino, sendo dos dezoito mortos, nove convocados regularmente para a seleção, além de um francês (Émile Bongiorni) e um tcheco (Julius Schubert, que era húngaro de nascimento), que também eram convocados constantemente para suas seleções.

## Títulos
Torino
- Serie A: 1945–46, 1946–47, 1947–48, 1948–49